# 兴安乳菀
兴安乳菀（学名：Aster dahurica）是菊科紫菀属的植物。分布在蒙古、俄罗斯以及中国大陆的内蒙古、吉林、黑龙江、辽宁等地，生长于海拔500米至1,400米的地区，多生长于碱地、山坡草地和草原，目前尚未由人工引种栽培。

## 别名
乳菀（东北植物检索表）